# Salsola incanescens
Salsola incanescens là loài thực vật có hoa thuộc họ Dền. Loài này được C.A. Mey. miêu tả khoa học đầu tiên năm 1833.